# Expedición arqueológica noruega de 1956
El líder de esta expedición fue Thor Heyerdahl, quien viajaba junto a su esposa Ivvone, su hija Ana y su hijo mayor Thor, además de un grupo de arqueólogos de varias nacionalidades.
El destino principal de esta expedición fue Rapa Nui, donde permanecieron por cerca de un año, luego continuaron su viaje hacia la isla Pitcairn, Rapa Iti y otras islas polinesias.
La historia de esta expedición se relata en el libro "Aku-Aku" escrito por Thor Heyerdahl.
La principal ocupación de la expedición fue realizar excavaciones tanto en Rapa Nui como en Rapa Iti, en esta primera isla se centraron en los misterios de las cavernas familiares de los rapanui, además de intentar resolver el misterio de la construcción y traslado de los moais. Además Heyerdahl aprovechó la oportunidad para continuar trabajando en su hipótesis sobre el poblamiento americano de la polinesia. 
En Rapa Iti los trabajos de la expedición se centraron en el estudio de la ciudad de Morongo Uta, única ciudad descubierta en toda la polinesia.
- Datos: Q97597622